# Boundarou
Boundarou est un quartier du 1er arrondissement de Parakou.

## Géographie
Boundarou est situé dans le 1er arrondissement de Parakou. Il est situé dans la partie septentrionale du Bénin plus précisément dans le département du Borgou. Il est limité au Nord par le quartier Tranza, au Sud par Kpébié ; à l'Est par Gah et enfin à l'Ouest par Dépôt,,.

## Toponymie
Boundarou veut dire Rivière du Fétiche.
Étymologiquement, Boundarou vient de "Boun" en langue Baatonu qui signifie Fétiche et de "Darou" qui veut dire Rivière.

## Démographie
Selon le recensement général de la population et de l'habitation de 2013 conduit par l'Institut national de la statistique et de l'analyse économique (INSAE), Boundarou compte 1 636 habitants,.